# Sheila Watt-Cloutier

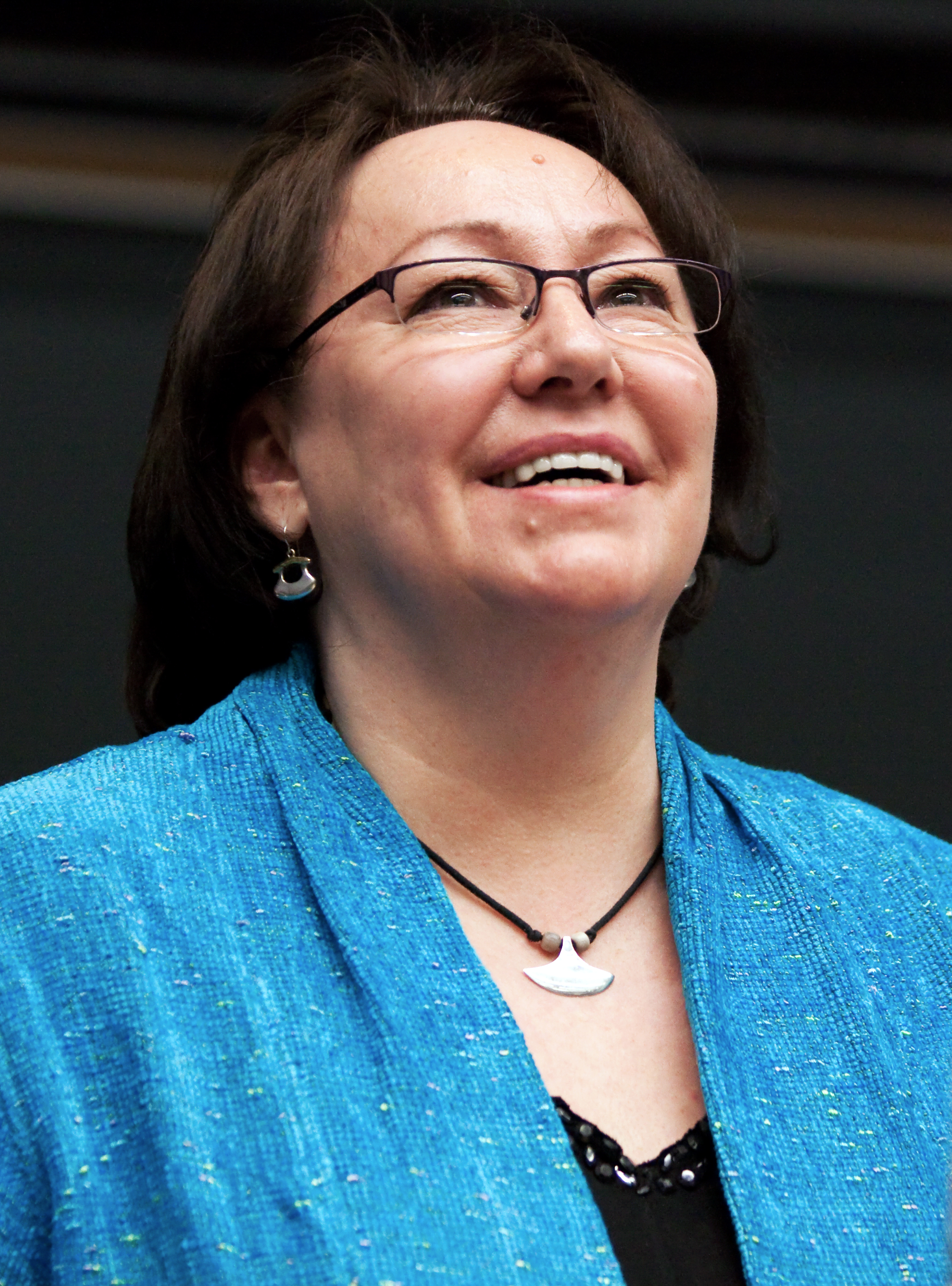
Sheila Watt-Cloutier i samband med en föreläsning på Yorks universitet den 29 mars 2009.

Sheila Watt-Cloutier, född 2 december 1953 i Kuujjuaq i Nunavik i Québec, är en kanadensisk, inuitisk aktivist. Hon har representerat inuiter på regional, nationell och internationell nivå, bland annat som ordförande i Inuit Circumpolar Council 2002–2006. Watt-Cloutier har ägnat sig åt en lång rad sociala frågor och miljöfrågor, och hon har mottagit ett stort antal priser och hedersbetygelser för sitt arbete. Bland annat tilldelades hon år 2015 Right Livelihood Award för sin "livslånga gärning för inuiterna i Arktis och för att försvarat deras rättigheter till sin kultur och försörjning, där klimatförändringar nu utgör det akuta hotet".